# David Carnegie, V conte di Northesk
David Carnegie (11 giugno 1701 – 24 giugno 1741) è stato un nobile scozzese.

Earls of Northesk

Nacque l'11 giugno 1701 da David Carnegie e Lady Margaret Wemyss. 
Fu sceriffo del Forfarshire.
Morì il 24 giugno 1741 senza aver contratto matrimonio.